# Тримеперидин
Тримеперидин (Промедол) — наркотический анальгетик. Разработан в начале 1950-х годов в СССР в ходе исследования родственного препарата петидин.

## Общая информация
Промедол является синтетическим производным 4-фенилпиперидина и по химическому строению может рассматриваться как аналог фенил-N-метилпиперидиновой части молекулы морфина. Промедол представляет собой смесь оптических изомеров (в том числе, диастереомеров) по положениям 2, 4 и 5 пиперидинового цикла. Таким образом, максимально возможное число изомеров промедола равно восьми. Свойства индивидуальных изомеров изучены очень мало.
Промедол обладает сильной анальгезирующей активностью. Он быстро всасывается и действует как при приёме внутрь, так и при парентеральном введении.
По влиянию на центральную нервную систему (ЦНС) промедол близок к морфину; он уменьшает восприятие ЦНС болевых импульсов, угнетает условные рефлексы. Подобно другим анальгетикам понижает суммационную способность ЦНС, усиливает анестезирующее действие новокаина и других местных анестетиков. Оказывает снотворное влияние (преимущественно в связи со снятием болевого синдрома). По сравнению с морфином меньше угнетает дыхательный центр, меньше возбуждает центр блуждающего нерва и рвотный центр. Оказывает умеренное спазмолитическое действие на гладкую мускулатуру внутренних органов и вместе с тем повышает тонус и усиливает сокращения мускулатуры матки.
Применяют промедол как болеутоляющее средство при серьёзных травмах и различных заболеваниях, сопровождающихся сильными болевыми ощущениями, при подготовке к операциям и в послеоперационном периоде и т. п. Весьма эффективен при язвенной болезни желудка и двенадцатиперстной кишки, стенокардии, инфаркте миокарда, кишечных, печёночных и почечных коликах, дискинетических запорах и других заболеваниях, при которых болевой синдром связан со спазмами гладкой мускулатуры внутренних органов и кровеносных сосудов.
В акушерской практике применяют для обезболивания и ускорения родов; в обычных дозах промедол не оказывает побочного влияния на организм матери и плода.
Назначают под кожу, внутримышечно и внутрь. При парентеральном применении болеутоляющий эффект более выражен. При необходимости вводят также в вену.
Внутрь назначают взрослым на приём по 0,025—0,05 г, под кожу — по 1 мл 1 % или 2 % раствора, при сильных болях, особенно у больных со злокачественными опухолями, с тяжёлыми травмами и т. д., вводят 1—2 мл 2 % раствора.
Высшие дозы для взрослых внутрь: разовая 0,05 г, суточная 0,2; под кожу: разовая 0,04 г, суточная 0,16 г.
Детям старше 2 лет промедол назначают по 0,003—0,01 г на приём (внутрь и в инъекциях) в зависимости от возраста; у детей до 2 лет препарат не применяют.
Действие промедола наступает через 10—20 мин и продолжается обычно после однократной дозы в течение 3—4 ч и более.
При болях, связанных со спазмами гладкой мускулатуры (стенокардия, печёночные, почечные, кишечные колики и т. д.), промедол можно назначать вместе с холинолитическими и спазмолитическими средствами: атропином, метацином, папаверином и др.
Широко пользуются промедолом в анестезиологической практике. Он является одним из основных компонентов премедикации. Для премедикации вводят под кожу или внутримышечно 0,02—0,03 г (1—1,5 мл 2 % раствора) вместе с 0,0005 г (0,5 мг) атропина за 30—45 мин до операции. Для экстренной премедикации препараты вводят в вену. Во время наркоза применяют промедол в качестве противошокового средства дробными дозами внутривенно по 3—5—10 мг. Введение промедола, незначительно углубляя наркоз, усиливает анальгезию, что способствует уменьшению тахикардии и нормализации артериального давления. Промедол может применяться вместе с нейролептическими, противогистаминными препаратами, холинолитиками при общей и местной анестезии. В сочетании с дроперидолом или другими нейролептиками промедол используют для центральной анальгезии.
В послеоперационном периоде промедол применяют (при отсутствии нарушения дыхания) для снятия болей и как противошоковое средство. Вводят под кожу 1 мл 1 % или 2 % раствора самостоятельно или в комбинации с димедролом (см.).
Промедол удобен для применения в анестезиологии, так как он относительно слабо угнетает дыхание. Отсутствие у него спазмогенного влияния на гладкую мускулатуру и сфинктеры (и даже наличие спазмолитического действия) уменьшает возможность задержки мочеиспускания и газов в кишечнике в послеоперационном периоде.
Для обезболивания родов промедол вводят под кожу по 1—2 мл 2 % раствора при раскрытии зева на 1,5—2 пальца и при удовлетворительном состоянии плода (при нормальном ритме и частоте сердечных сокращений); при необходимости инъекции повторяют через 2—3 ч.
В качестве противоболевого средства препарат входил в состав индивидуальной аптечки АИ-2 (гнездо № 1, шприц-тюбик с 1 мл промедола 2 %).

## Побочные явления
Промедол обычно хорошо переносится. В редких случаях могут быть лёгкая тошнота, иногда головокружение, слабость, ощущение лёгкого опьянения.
Эти явления проходят самостоятельно. Если побочные явления отмечаются при повторном применении препарата, необходимо уменьшить дозу.
При применении промедола возможно развитие толерантности и пристрастия.

## Противопоказания
Промедол противопоказан при угнетении дыхания.
Гиперчувствительность, угнетение дыхательного центра; при эпидуральной и спинальной анестезии — нарушение свертывания крови (в том числе на фоне антикоагулянтной терапии), инфекции (риск проникновения инфекции в ЦНС); диарея на фоне псевдомембранозного колита, обусловленного цефалоспоринами, линкозамидами, пенициллинами, токсическая диспепсия (замедление выведения токсинов и связанное с этим обострение и пролонгация диареи); одновременное лечение ингибиторами МАО (в том числе в течение 21 дня после их применения). С осторожностью. Боль в животе неясной этиологии, хирургические вмешательства на ЖКТ, мочевыводящей системе, бронхиальная астма, ХОБЛ, судороги, аритмии, артериальная гипертензия, ХСН, дыхательная недостаточность, печеночная и/или почечная недостаточность, микседема, гипотиреоз, надпочечниковая недостаточность, угнетение ЦНС, внутричерепная гипертензия, ЧМТ, гиперплазия предстательной железы, суицидальная наклонность, эмоциональная лабильность, наркотическая зависимость (в том числе в анамнезе), тяжелые воспалительные заболевания кишечника, структур мочеиспускательного канала, алкоголизм, кахексия, беременность, период лактации, пожилой возраст, детский возраст.